# Upłazkowy Przechód
Upłazkowy Przechód (ok. 1560 m) – przełączka w północno-zachodniej grani Upłazkowej Turni w Dolinie Kościeliskiej w Tatrach Zachodnich. Grań ta oddziela Pisaniarski Żleb (Żleb nad Pisaną) od Wąwozu Kraków. Wąsko wcięty Upłazkowy Przechód znajduje się pomiędzy Upłazkowym Zębem a Upłazkowym Kopiniakiem (ok. 1570 m). W północnym kierunku, do Pisaniarskiego Żlebu opada spod Upłazkowego Przechodu trawiasty i łatwy do przejścia zachód. Biegnie on nad ścianą Upłazkowego Kopiniaka, a poniżej ścian Upłazkowego Zęba i Upłazkowej Kopy. Bardziej stromo, do Upłazkowego Kotła w Wąwozie Kraków opadają stoki południowe. Spod przechodu opada tutaj wzdłuż ścian Upłazkowego Zęba i Upłazkowego Kopiniaka skalisto-trawiasty żlebek, w dole przechodzący w piargi Upłazkowego Kotła. Prowadzi nim droga wspinaczkowa. Po raz pierwszy przeszedł ją Władysław Cywiński 26 sierpnia 1995, oceniając przejście na II stopień trudności (skala tatrzańska). Pierwsze przejście zimowe: Wiktor Górecki i Sebastian Szadkowski 26 grudnia 1995.